# Wereldkampioenschap superbike van Assen 2014
Het wereldkampioenschap superbike van Assen 2014 was de derde ronde van het wereldkampioenschap superbike en het wereldkampioenschap Supersport 2014. De races werden verreden op 27 april 2014 op het TT-Circuit Assen nabij Assen, Nederland.

## Superbike

### Race 1
De race werd na 16 ronden afgebroken omdat de motorfiets van Geoff May op een gevaarlijke plek stilviel en werd niet herstart. De Bimota-coureurs werden niet opgenomen in de uitslag omdat hun motorfiets niet was gehomologeerd door de FIM.
| Pos | Nr | Rijder               | Constructeur | Rondes | Tijd        | Grid | Punten |
| --- | -- | -------------------- | ------------ | ------ | ----------- | ---- | ------ |
| 1   | 50 | Sylvain Guintoli     | Aprilia      | 16     | 25:56.636   | 2    | 25     |
| 2   | 1  | Tom Sykes            | Kawasaki     | 16     | +1.259      | 3    | 20     |
| 3   | 65 | Jonathan Rea         | Honda        | 16     | +4.116      | 5    | 16     |
| 4   | 76 | Loris Baz            | Kawasaki     | 16     | +4.459      | 1    | 13     |
| 5   | 24 | Toni Elías           | Aprilia      | 16     | +23.728     | 10   | 11     |
| 6   | 33 | Marco Melandri       | Aprilia      | 16     | +25.478     | 4    | 10     |
| 7   | 7  | Chaz Davies          | Ducati       | 16     | +26.533     | 12   | 9      |
| 8   | 91 | Leon Haslam          | Honda        | 16     | +26.696     | 11   | 8      |
| 9   | 22 | Alex Lowes           | Suzuki       | 16     | +27.971     | 9    | 7      |
| 10  | 59 | Niccolò Canepa       | Ducati       | 16     | +33.479     | 7    | 6      |
| 11  | 23 | Luca Scassa          | Kawasaki     | 16     | +40.689     | 20   | 5      |
| 12  | 44 | David Salom          | Kawasaki     | 16     | +40.803     | 15   | 4      |
| 13  | 19 | Leon Camier          | BMW          | 16     | +41.086     | 13   | 3      |
| 14  | 71 | Claudio Corti        | MV Agusta    | 16     | +41.410     | 17   | 2      |
| 15  | 21 | Jérémy Guarnoni      | Kawasaki     | 16     | +41.977     | 18   | 1      |
| 16  | 32 | Sheridan Morais      | Kawasaki     | 16     | +1:08.454   | 19   |        |
| 17  | 21 | Alessandro Andreozzi | Kawasaki     | 16     | +1:19.067   | 23   |        |
| 18  | 77 | Kervin Bos           | Honda        | 16     | +1:19.076   | 24   |        |
| 19  | 99 | Geoff May            | EBR          | 16     | +1:29.475   | 27   |        |
| 20  | 10 | Imre Tóth            | BMW          | 15     | +1 ronde    | 25   |        |
| DNF | 84 | Michel Fabrizio      | Kawasaki     | 9      | Uitgevallen | 21   |        |
| DNF | 58 | Eugene Laverty       | Suzuki       | 6      | Ongeluk     | 8    |        |
| DNF | 20 | Aaron Yates          | EBR          | 6      | Uitgevallen | 26   |        |
| DNF | 56 | Péter Sebestyén      | BMW          | 2      | Uitgevallen | 28   |        |
| DNF | 34 | Davide Giugliano     | Ducati       | 0      | Ongeluk     | 6    |        |
| DNS | 9  | Fabien Foret         | Kawasaki     | 0      | Ongeluk     | 22   |        |
| DSQ | 86 | Ayrton Badovini      | Bimota       | 16     | +35.101     | 14   |        |
| DSQ | 2  | Christian Iddon      | Bimota       | 8      | Ongeluk     | 16   |        |

### Race 2
De race werd ingekort tot 10 ronden vanwege zware regenval. De Bimota-coureurs werden niet opgenomen in de uitslag omdat hun motorfiets niet was gehomologeerd door de FIM.
| Pos | Nr | Rijder               | Constructeur | Rondes | Tijd         | Grid | Punten |
| --- | -- | -------------------- | ------------ | ------ | ------------ | ---- | ------ |
| 1   | 65 | Jonathan Rea         | Honda        | 10     | 19:09.464    | 5    | 25     |
| 2   | 22 | Alex Lowes           | Suzuki       | 10     | +2.222       | 9    | 20     |
| 3   | 34 | Davide Giugliano     | Ducati       | 10     | +4.955       | 6    | 16     |
| 4   | 1  | Tom Sykes            | Kawasaki     | 10     | +13.089      | 3    | 13     |
| 5   | 91 | Leon Haslam          | Honda        | 10     | +13.639      | 11   | 11     |
| 6   | 33 | Marco Melandri       | Aprilia      | 10     | +18.041      | 4    | 10     |
| 7   | 76 | Loris Baz            | Kawasaki     | 10     | +21.837      | 1    | 9      |
| 8   | 7  | Chaz Davies          | Ducati       | 10     | +26.919      | 12   | 8      |
| 9   | 50 | Sylvain Guintoli     | Aprilia      | 10     | +32.766      | 2    | 7      |
| 10  | 59 | Niccolò Canepa       | Ducati       | 10     | +37.965      | 7    | 6      |
| 11  | 77 | Kervin Bos           | Honda        | 10     | +44.141      | 24   | 5      |
| 12  | 23 | Luca Scassa          | Kawasaki     | 10     | +1:23.769    | 20   | 4      |
| 13  | 32 | Sheridan Morais      | Kawasaki     | 10     | +1:45.062    | 19   | 3      |
| 14  | 84 | Michel Fabrizio      | Kawasaki     | 9      | +1 ronde     | 21   | 2      |
| 15  | 44 | David Salom          | Kawasaki     | 9      | +1 ronde     | 15   | 1      |
| 16  | 10 | Imre Tóth            | BMW          | 9      | +1 ronde     | 25   |        |
| DNF | 58 | Eugene Laverty       | Suzuki       | 7      | Ongeluk      | 8    |        |
| DNF | 71 | Claudio Corti        | MV Agusta    | 6      | Ongeluk      | 17   |        |
| DNF | 19 | Leon Camier          | BMW          | 6      | Ongeluk      | 13   |        |
| DNF | 21 | Alessandro Andreozzi | Kawasaki     | 4      | Ongeluk      | 23   |        |
| DNF | 24 | Toni Elías           | Aprilia      | 2      | Ongeluk      | 10   |        |
| DNF | 9  | Fabien Foret         | Kawasaki     | 2      | Uitgevallen  | 22   |        |
| DNF | 21 | Jérémy Guarnoni      | Kawasaki     | 0      | Ongeluk      | 18   |        |
| DNS | 20 | Aaron Yates          | EBR          | 0      | Niet gestart | 26   |        |
| DNS | 99 | Geoff May            | EBR          | 0      | Niet gestart | 27   |        |
| DNS | 56 | Péter Sebestyén      | BMW          | 0      | Niet gestart | 28   |        |
| DSQ | 2  | Christian Iddon      | Bimota       | 10     | +1:12.574    | 16   |        |
| DSQ | 86 | Ayrton Badovini      | Bimota       | 0      | Ongeluk      | 14   |        |

## Supersport
| Pos | Nr  | Rijder               | Constructeur | Rondes | Tijd           | Grid | Punten |
| --- | --- | -------------------- | ------------ | ------ | -------------- | ---- | ------ |
| 1   | 60  | Michael van der Mark | Honda        | 18     | 29:47.030      | 3    | 25     |
| 2   | 21  | Florian Marino       | Kawasaki     | 18     | +9.494         | 1    | 20     |
| 3   | 16  | Jules Cluzel         | MV Agusta    | 18     | +14.988        | 4    | 16     |
| 4   | 88  | Kev Coghlan          | Yamaha       | 18     | +17.131        | 6    | 13     |
| 5   | 26  | Lorenzo Zanetti      | Honda        | 18     | +17.430        | 7    | 11     |
| 6   | 44  | Roberto Rolfo        | Kawasaki     | 18     | +20.266        | 14   | 10     |
| 7   | 5   | Roberto Tamburini    | Kawasaki     | 18     | +20.662        | 12   | 9      |
| 8   | 35  | Raffaele De Rosa     | Honda        | 18     | +21.370        | 10   | 8      |
| 9   | 99  | P.J. Jacobsen        | Kawasaki     | 18     | +23.557        | 9    | 7      |
| 10  | 19  | Kevin Wahr           | Yamaha       | 18     | +25.908        | 13   | 6      |
| 11  | 24  | Marco Bussolotti     | Honda        | 18     | +26.051        | 8    | 5      |
| 12  | 65  | Vladimir Leonov      | MV Agusta    | 18     | +27.815        | 15   | 4      |
| 13  | 14  | Ratthapark Wilairot  | Honda        | 18     | +30.450        | 17   | 3      |
| 14  | 84  | Riccardo Russo       | Honda        | 18     | +39.705        | 11   | 2      |
| 15  | 61  | Fabio Menghi         | Yamaha       | 18     | +50.214        | 20   | 1      |
| 16  | 55  | Pepijn Bijsterbosch  | Yamaha       | 18     | +1:01.685      | 22   |        |
| 17  | 7   | Nacho Calero         | Honda        | 18     | +1:02.043      | 21   |        |
| 18  | 10  | Alessandro Nocco     | Kawasaki     | 18     | +1:02.534      | 19   |        |
| 19  | 89  | Fraser Rogers        | Honda        | 18     | +1:21.586      | 23   |        |
| 20  | 161 | Alexey Ivanov        | Yamaha       | 17     | +1 ronde       | 24   |        |
| 21  | 9   | Tony Coveña          | Kawasaki     | 17     | +1 ronde       | 18   |        |
| DNF | 54  | Kenan Sofuoğlu       | Kawasaki     | 12     | Uitgevallen    | 2    |        |
| DNF | 4   | Jack Kennedy         | Honda        | 8      | Schade ongeluk | 5    |        |
| DNF | 11  | Christian Gamarino   | Kawasaki     | 5      | Ongeluk        | 16   |        |

## Tussenstanden na wedstrijd

### Superbike
| Pos | Nr | Rijder           | Team     | Punten |
| --- | -- | ---------------- | -------- | ------ |
| 1   | 1  | Tom Sykes        | Kawasaki | 108    |
| 2   | 50 | Sylvain Guintoli | Aprilia  | 96     |
| 3   | 76 | Loris Baz        | Kawasaki | 93     |
| 4   | 65 | Jonathan Rea     | Honda    | 89     |
| 5   | 33 | Marco Melandri   | Aprilia  | 69     |

### Supersport
| Pos | Nr | Rijder               | Team      | Punten |
| --- | -- | -------------------- | --------- | ------ |
| 1   | 21 | Florian Marino       | Kawasaki  | 49     |
| 2   | 60 | Michael van der Mark | Honda     | 45     |
| 3   | 88 | Kev Coghlan          | Yamaha    | 44     |
| 4   | 16 | Jules Cluzel         | MV Agusta | 41     |
| 5   | 35 | Raffaele De Rosa     | Honda     | 34     |

1992 · 1993 · 1994 · 1995 · 1996 · 1997 · 1998 · 1999 · 2000 · 2001 · 2002 · 2003 · 2004 · 2005 · 2006 · 2007 · 2008 · 2009 · 2010 · 2011 · 2012 · 2013 · 2014 · 2015 · 2016 · 2017 · 2018 · 2019 · 2021 · 2022 · 2023 · 2024 · 2025